# Umuacuru-Ibo
Umuacuru-Ibo (em ibo: Umuakuru-Igbo) é uma comunidade do estado de Rios, na área de Etche, na Nigéria.